# Pasirhuni (Cimaung)
Pasirhuni is een bestuurslaag in het regentschap Bandung van de provincie West-Java, Indonesië. Pasirhuni telt 6695 inwoners (volkstelling 2010).